# Narses

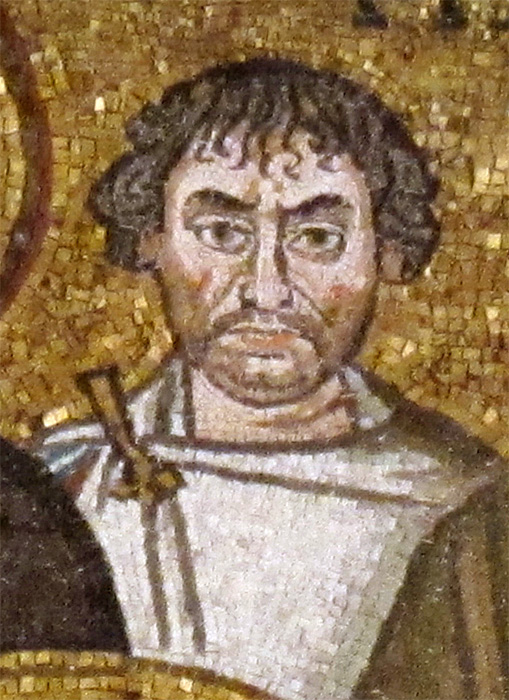
Narses

Narses, född 478, död 573, var tillsammans med Belisarius en av de två framgångsrika generaler som tjänade under den bysantinska kejsaren Justinianus.
Narses var ursprungligen eunuck vid det kejserliga hovet i Konstantinopel. Utan att ha förvärvat sig kunskaper eller fått någon utbildning för krigaryrket lyckades han, trots sitt oansenliga yttre, ta sig upp till en hög ställning i samhället. En tid var han riksskattmästare, och år 538 skickades han att understödja Belisarius i kriget mot ostrogoterna i Italien. Han råkade emellertid snart i oenighet med överbefälhavaren.
År 551 fick han högsta befälet över alla de östromerska stridskrafterna i Italien, med vilka även barbarer var förenade. Han utvecklade i kriget en beundransvärd kraft och skicklighet. Ostrogoternas konungar Totila och Teia besegrades och föll, och 554 var hela Italien i Justinianus den förstes våld, varefter Narses styrde landet som kejsarens ståthållare. Det berättas att han i harm över en skymf han tillfogades av hovet tillkallade langobarderna till Italien. Efter Narses död föll dessa också in i landet och bemäktigade sig det 568.